# 米澤茂
米澤 茂（よねざわ しげる、1950年 - ）は、日本の哲学者・教育学者。北九州市立大学名誉教授。専門は、ソクラテス・プラトンを中心とした西洋古代思想。

## 人物・来歴
1972年神戸大学文学部卒業。1979年京都大学大学院文学研究科博士課程(哲学・西洋哲学史）単位取得満期退学。1998年「ソクラテス研究序説」で筑波大学より博士（文学）の学位を取得。1981年北九州大学外国語学部講師、1984年助教授、1994年教授、2001年校名変更で北九州市立大学外国語学部教授、2007年筑波大学人間総合科学研究科教授、2015年定年退職。

## 資格
2001/12　大学設置・学校法人審議会教員資格審査において、Ｄマル合（市民文化思想研究、思想文化演習、特別研究Ⅰ、Ⅱ、Ⅲ）

## 著書
- 『ソクラテス研究序説』東海大学出版会、2000

## 訳書
- T.C.ブリックハウス/N.D.スミス著『裁かれたソクラテス』(東海大学出版会、1994年、三嶋輝夫と共訳)
- M. マックフェラン著『ソクラテスの宗教』(法政大学出版局、法政大学ウニベルシタス叢書、2006年、脇條靖弘と共訳)